# Hotchkiss-Grégoire

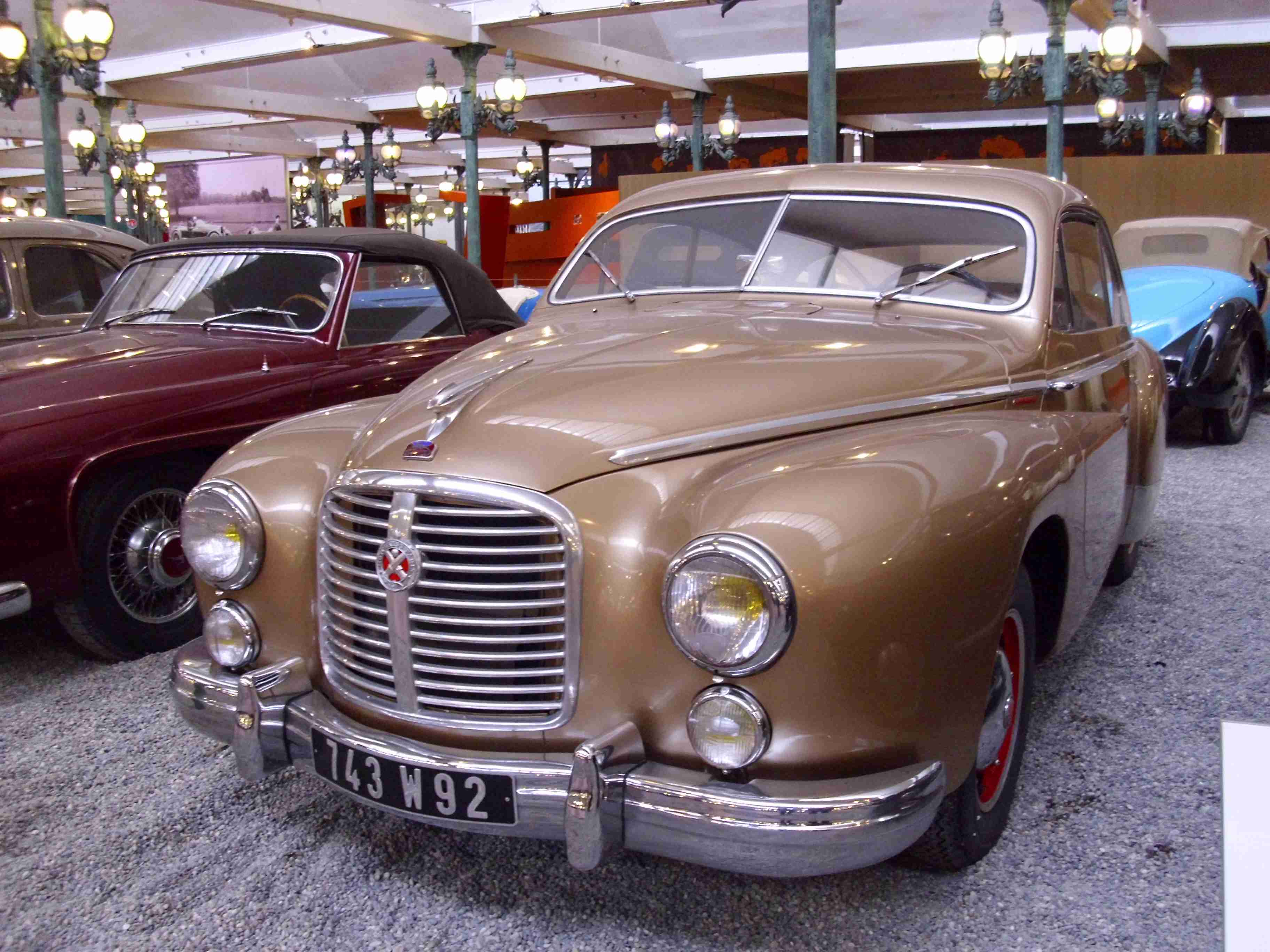
Hotchkiss-Grégoire

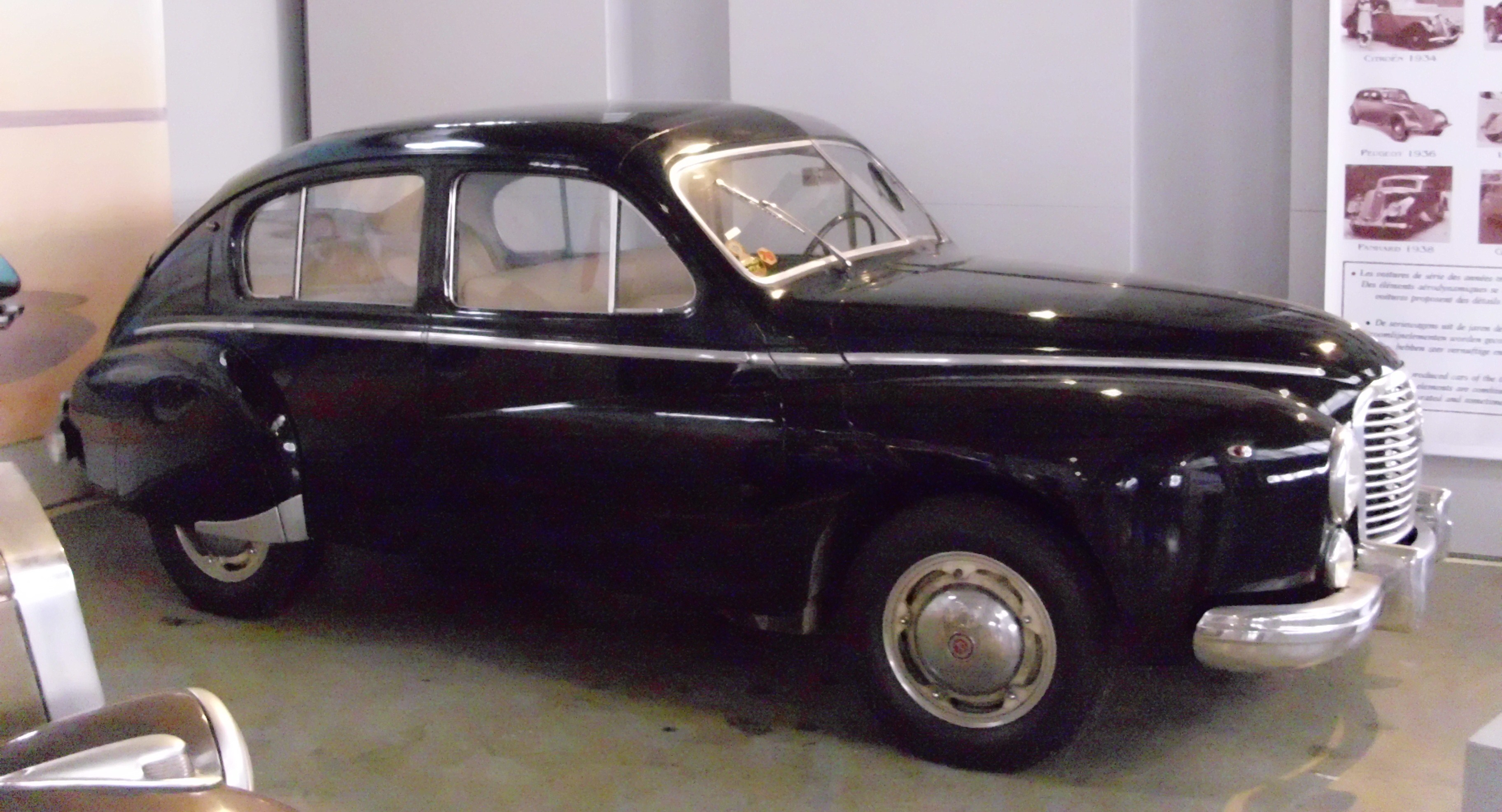
Hotchkiss-Grégoire

Hotchkiss-Grégoire war eine französische Automarke.

## Unternehmensgeschichte
Das Unternehmen Hotchkiss aus Saint-Denis verwendete den Markennamen Hotchkiss-Grégoire ab 1950 für die Fahrzeuge, die auf dem Prototyp Grégoire R von Jean-Albert Grégoire basierten. 1954 endete die Produktion. Insgesamt entstanden 247 Fahrzeuge. Grégoire entwickelte das Fahrzeug weiter und brachte es 1956 als Grégoire Sport auf den Markt.

## Fahrzeuge
Das einzige Modell hatte einen Vierzylinder-Boxermotor und Frontantrieb. Bei den Prototypen betrug der Hubraum 1998 cm³ und die Motorleistung 60 PS, in der Serienfertigung kam ein vergrößerter Motor mit 2188 cm³ Hubraum und 70 PS zum Einsatz. Der Radstand betrug 250 cm, die Fahrzeuglänge 465 cm. Neben der Limousine gab es auch ein Coupé.
Ein erhalten gebliebenes Fahrzeug wurde am 10. April 2019 für umgerechnet 22.720 Euro versteigert.